# Horaiclavus sysoevi
Horaiclavus sysoevi é uma espécie de gastrópode do gênero Horaiclavus, pertencente a família Horaiclavidae.